# Паркленд (область)
Паркленд (англ. Parkland) — область на западе канадской провинции Манитоба. Расположена между озёрами Виннипегосис и Манитоба и провинцией Саскачеван. 
Область разделена Статистической службой Канады на 3 переписных участка (№№16, 17 и 20). Площадь области составляет 28 209,93 км², население — 42 088 человек.

## Крупнейшие населённые пункты
- Виннипегосис
- Грандвью
- Джилберт-Плейнс
- Дофин — крупнейший город области
- Маккрири
- Минитонас
- Расселл
- Роблин
- Россбурн
- Сван-Ривер
- Сент-Роз-дю-Лак

## Туризм и отдых
На территории области располагаются национальный парк Райдинг-Маунтин и провинциальный парк Дак-Маунтин, а также высочайшая точка провинции Манитоба - гора Болди (832 м над уровнем моря).